# 酸化オスミウム(IV)
酸化オスミウム(IV)（または二酸化オスミウム）は化学式OsO2で表される無機化合物。褐色から黒色の結晶性粉末として存在するが、単結晶は金色であり金属的な導電性を示す。化合物はルチル構造モチーフで結晶化する、つまり、連結性は鉱物のルチルと非常に似ている。

## 調製
OsO2はオスミウムと様々な酸化剤（塩素酸ナトリウム、四酸化オスミウム、一酸化窒素など）を約600℃で反応させることで得られる。化学輸送を使用すると、最大7x5x3 mm3の大きさの結晶を得ることができる。単結晶は約15 μΩ cmの金属抵抗を示す。典型的な輸送剤は揮発性のOsO4の可逆的形成によるO2である。
OsO2  +  O2  OsO4

## 反応
OsO2は水に不溶であるが、希塩酸に侵される。結晶はルチル構造をしている。四酸化オスミウムと異なり毒性はない。